# جيرمين هاريسون
جيرمين هاريسون (12 سبتمبر 1985 في جامايكا - )  (بالإنجليزية: Jermaine Harrison)‏ هو لاعب كريكت جامايكي. شارك مع منتخب جامايكا الوطني للكريكت.

## وصلات خارجية
- جيرمين هاريسون على موقع إي آس بي آن كريك إنفو (الإنجليزية)